# Трунар (реслер)
Марк Вільям Келвей (народився 24 березня 1965, більш відомий під псевдо Андертейкер) — американський професійний реслер. На даний момент працює в WWE, де він виступає з 1990 року, що робить його одним з найдовших штатних співробітників компанії.
Келвей почав свою реслерську кар'єру з World Class Championship Wrestling (WCCW) у 1984 році. Після змагань у World Championship Wrestling (WCW), де він виступав під ім'ям «Підлий» Марк Келлоус у 1989—1990 роках, він підписав контракт з World Wrestling Federation (WWF, зараз WWE) в 1990 році.
Як Трунар він використовує тактику залякування і посилається на надприродні явища. За сюжетною лінією він є зведеним братом і товаришем реслера Кейна, з яким він ворогував і об'єднувався у команду «Брати знищення». З поваленням Галка Гогана як чемпіона WWF у 1991 році, Трунар був залучений в різних ключових сюжетних лініях і матчах в історії WWE.
Трунар має стрік перемог на щорічному супершоу РеслМанія (включаючи головні події на РеслМанії 13, РеслМанії 24 і РеслМанії 26). Завершив свій стрік першою поразкою на РеслМанії 30 у поєдинку з Броком Леснаром. Андертейкер був переможцем Королівської Битви 2007. Він є чотириразовим чемпіоном WWF / WWE, триразовим чемпіоном світу у суперважкій вазі і об'єднаним чемпіоном світу в суперважкій вазі USWA, а також шестиразовим командним чемпіоном світу WWF / WWE, одноразовим командним чемпіоном світу WCW, одноразовим хардкорним чемпіоном WWF і одноразовим техаським чемпіоном в суперважкій вазі WCWA.

## Раннє життя
Марк Келвей є сином Катерини і Френка Келвей (помер 22 липня 2003 року) і має чотири старших брата: Девід, Майкл, Пол і Тимофій. Його батьки ірландського й американського походження. Келвей закінчив Уолтріпську середню школу в 1983 році, де він був членом баскетбольної команди. Він також грав в університетській баскетбольній команді у 1985—1986 роках.

## Кар'єра в професійному реслінгу

### Рання кар'єра (1984—1989)
Келвей дебютував у 1984 році на World Class Championship Wrestling під ім'ям Texas Red. Він програв свій перший матч проти Бруйзера Броді. У 1988 році, після чотирьох років у промоушені, він пішов і приєднався до Continental Wrestling Association (яка стала частиною United States Wrestling Association після того, як Джеррі Джарретт купив World Class Championship Wrestling і об'єднав ці дві організації в одну).
2 лютого 1989 року під керуванням Датча Ментелла він дебютував як The Master of Pain (що з англійської перекладається як «майстер болі») — персонаж, який вийшов з в'язниці штату Атланти, де відсидів 5 років, за вбивство двох чоловіків під час бійки. Після його другого матчу наступного тижня він залишився на ринзі, кидаючи виклик чемпіону світу у суперважкій вазі USWA Джеррі Лоулеру в імпровізованому матчі. The Master of Pain домінував над Лоулером доки Ментелл не вийшов на ринг, і закликав його, кажучи, що вони зробили те, що вони хотіли. Лоулер погодився на титульний матч, і 1 квітня Майстер Болі виграв титул. Він тримав його трохи більше трьох тижнів, перш ніж Лоулер став першою людиною, який утримав його, повернувши собі чемпіонство.
Під ім'ям The Punisher Келвей виграв чемпіонат WCWA техаського суперважу 5 жовтня 1989 року, коли Ерік Ембрі відмовився від свого титулу.

### World Championship Wrestling (1989—1990)
У 1989 році Келвей приєднався до World Championship Wrestling як лиходій і прийняв ім'я «Підлий» Марк Келлоус, яке придумав для нього Террі Фанк. Він був зображений як патологічний персонаж; він носив переважно чорний наряд, і був описаний коментатором Джим Россом як той, що має пристрасть до приручених змій; музика в Марка була написана Оззі Осборном. Келлоус був швидко покликаний до команди «Skyscrapers» в цілях заміни травмованого Злого Сіда. Нова команда отримала деяку популярність в Clash Of The Champions X, коли вони побили «Дорожніх Воїнів» після їх матчу. Однак партнер Келвея Ден Спайві залишив WCW за декілька днів до їх вуличного поєдинку в стилі Чикаго у боротьбі проти The Warriors на WrestleWar 1990 року. Келлоус і замаскований Skyscraper перемогли у вуличній боротьбі, і команда розпалася незабаром після цього. Коли Келлоус продовжив одиночні змагання, його менеджером став Пол І (Пол Хейман). Він переміг Джоні Айса (Джона Лорінайтіса) в Capital Combat і переміг Браяна Пілмана в Битві чемпіонів. У липні 1990 року він боровся проти Лекса Люгера за чемпіонство США NWA у важкій вазі на The Great American Bash, Люгер утримав його. WCW відмовився продовжити контракт із Келвеєм.
Під час перебування в WCW Келвей трохи змагався у федерації New Japan Pro Wrestling як Punisher Дайс Морган. Після відходу з WCW, він ненадовго повернувся до USWA аби взяти участь у турнірі, щоб визначити нового об'єднаного чемпіона світу в суперважкій вазі USWA; він переміг Білла Данді в першому турі, але програв Джеррі Лоулеру в чвертьфіналі. У жовтні 1990 року він підписав контракт із World Wrestling Federation (WWF).

### World Wrestling Federation/Entertainment/WWE (1990-теперішній час)

#### Дебют та різні ворожнечі (1990—1994)
Колись у 1990 році Келвей знімався як мисливець за головами у фільмі «Suburban Commando» разом із чемпіоном WWF Галком Гоганом. Хоган бачив, як Келвей змагався в WCW, і запропонував прийти йому до WWF. Тільки що залишивши WCW, Келвей прийняв цю пропозицію. Хоган представив Келвея Вінсу МакМехону, який дав йому образ Трунара, заснований на трунарях зі старих вестернів.
Келвей дебютував у WWF як Кейн Трунар на зйомках WWF Superstars 19 листопада 1990 року. Його оригінальна версія Мертвяк, який був зображений в пальто, сіро-смугастій краватці, чорному капелюсі Стетсон з сірими рукавичками і гетрами. Він зображувався як несприйнятливим до атак своїх опонентів. Келвей зробив його офіційний дебют на телебаченні 22 листопада на арені Survivor Series як поганий хлопець, коли він був загадковим партнером в команді Теда Дібіасі. Приблизно на першій хвилині Трунар усунув КоКо Бі. Вейра за допомогою свого фінішера «Надгробна плита». Він також усунув Дасті Роудса, перш ніж закінчився час. Під час матчу Келлоуей постав як Трунар, тим самим змінивши ім'я Кейн. Водночас, Трунар змінює менеджерів від Brother Love до Пола Берера — примарного персонажа, який майже завжди носить урну, яку він використовував, щоб відродити силу Трунара всякий раз, коли Трунар ставав жертвою своїх антагоністів. Під час свого лихого образу Трунар поміщав своїх переможених опонентів в мішок.
Його дебют на РеслМанії відбувся на РеслМанії 7. Там він швидко переміг «Superfly» Джиммі Снука. Згодом почав ворожнечу з Ultimate Warriorом, коли він напав на Warriora і замкнув його в труні. Після року ворожнечі з Warriorrом, Ренді Севеджем, Сід Джастісом, Сержантом Слотером і Халк Хоганом, він переміг Хогана, щоб виграти свій перший чемпіонат WWF на Survivor Series за допомогою Ріка Флера, і таким чином став наймолодшим чемпіоном WWF в історії до того, як цей рекорд був перерваний Йокодзуною у квітні 1993 року на РеслМанії 9. Президент WWF Джек Танні наказав провести матч-реванш у вівторок в Техасі за шість днів після того, як Трунар програв титул Хогану.
У лютому 1992 року союзник Андертейкера Джейк «Змія» Робертс спробував напасти на менеджера Ренді Севеджа — дружину міс Елізабет зі стільцем. Тоді Трунар зупинив його, і став улюбленцем публіки. Відбувся фейс-терн на подальшому епізоді WWF Superstars of Wrestling, де Робертс зустрівся з Трунарем. Після спроби дізнатися правди, на чиєму боці Трунар, і отримавши відповідь «не твій!», Робертс напав на Пола Берера і Андертейкера, але Трунар зміг вистояти і змусив Робертса піти геть лише своїм поглядом. Андертейкер перемагав Робертса на РеслМанії 8. Потім він ворогував екстенсивно з борцями, керованими Харві Віплменом упродовж 1992 і 1993 роках, таких як Камала, Гігантський Гонсалес і Йокодзуна. Крім того, на той момент він озаглавив перший епізод RAW 11 січня 1993 року перемогою над Деміеном Дементьєвим. Він зіткнувся із Гонсалесом на РеслМанії 9, який став помітним тільки тоді, як Андертейкер здобув перемогу по дискваліфікації на Реслманії після використання хлороформу. Його суперництво з Йокодзуною завершилося на кескет матчі чемпіонаті WWF в 1994 році на Royal Rumble. Під час матчу чемпіон Йокодзуна опечатав Андертейкера в труні за допомогою інших борців Віплмена, щоб виграти матч. Трунар з'явився зсередини труни на відеоекрані, представляючи його дух, попередивши, що він повернеться. Трунар не з'являвся в WWF протягом семи місяців після його поразки Йокодзуні. Насправді, йому дали час, щоб дозволити одужати після травми спини.

#### Захист і закінчення стріку (2011—2014)

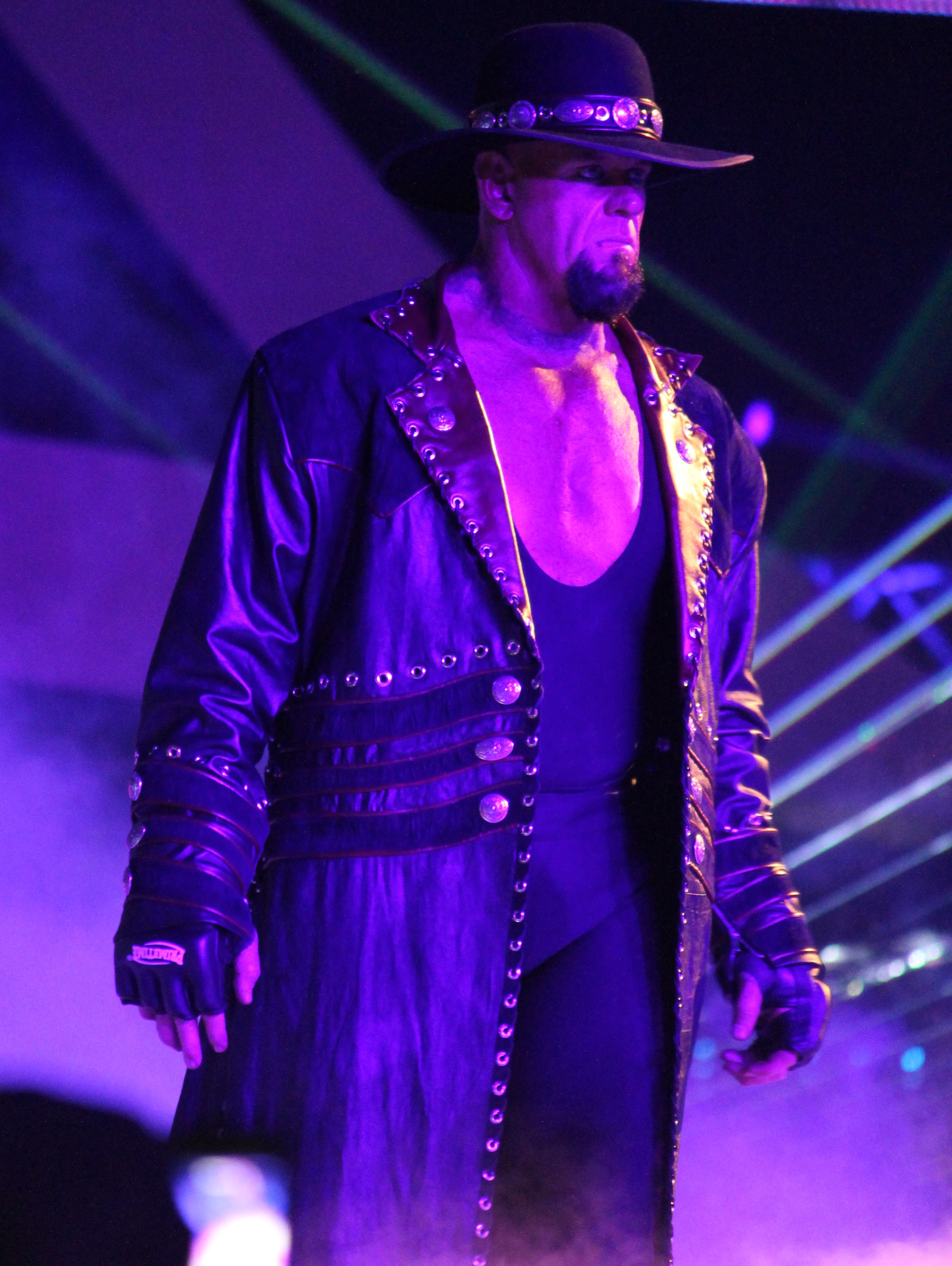
Трунар

Після Royal Rumble 2011 почалася трансляція рекламних роликів, які показували Андертейкера в старому будинку західного стилю в дощовій пустелі. Кожне промо закінчивалося датою 2-21-11, яка «спалювалась» на екрані. 21 лютого на арені RAW Андертейкер повернувся. Перш ніж він почав говорити, Тріпл Ейч перервав його, повернувшись на ринг і почавши з ним конфронтацію. Вони почали викликати один одного до матчу на РеслМанії в унікальному стилі, без слів; пізніше було оголошено, що вони битимуться в матчі без обмежень. 28 березня на арені RAW відбулася остання конфронтація з наявністю Шона Майклза, в якій було видно демонстрацію поваги і конфліктів. На супершоу РеслМанія 27 Андертейкер переміг Тріпл Ейча больовим прийомом, але самого переможця винесли на ношах після матчу.
30 січня 2012 року на арені RAW Андертейкер повернувся після десятимісячної перерви, щоб протистояти Тріпл Ейчу. 13 лютого на шоу RAW Тріпл Ейч відмовився від виклику Андертейкера на матч-реванш на РеслМанії. Проте згодом Тріпл Ейч погодився на поєдинок у сталевій клітці на РеслМанії 28 із запрошеним рефері Шоном Майклзом. На РеслМанії 28 Андертейкер дебютував у новому вигляді, з ірокезом. Він переміг Тріпл Ейча, продовживши свою непереможну серію до 20-0. Після матчу Трунар і Майклз вийшли на сцену з Тріпл Ейчем, де вони обійнялися, показавши повагу один до одного. Пізніше в 2012 році Трунар з'явився на 1000-епізоді RAW 23 липня, щоб допомогти Кейну, якого оточили Джиндер Махал, Курт Хокінс, Тайлер Рекс, Уніко, Камачо, і Дрю Макінтайр. «Брати знищення» подолали шістьох реслерів.
Наступна поява Андертейкера на телебаченні відбулась на Old School RAW 4 березня 2013 року, де він відкрив шоу, виконуючи свій вихід на арену. СМ Панк, Ренді Ортон, Біг Шоу і Шеймус змагалися у фатальному чотирьохсторонньому матчі, щоб визначити, хто зустріниться з Андертейкером на РеслМанії 29. У матчі переміг СМ Панк. Після цього Трунар зробив ще один вихід і зустрівся з Панком поглядом. Після смерті Пола Берера СМ Панк почав регулярно дражнити Андертекйера, висловлюючи неповагу до покійного Пола. Панк перервав церемонію вшанування Берера на RAW, викравши урну, а потім використавши її для атаки на Кейна. Андертейкер переміг Панка на супершоу РеслМанія 29, продовживши свою смугу перемог в рахунок 21-0, а потім забрав урну. Наступної ночі на арені RAW Трунар вийшов засвідчити свою повагу до пола Берера, але був перерваний групою «Щит», яка намагалася напасти на Андертейкера перед тим, як його врятували Кейн і Деніел Браян. Трунар змагався на арені RAW вперше за три роки, об'єднавшись з Кейном і Браяном проти команди «Щит», де «Брати знищення» і Брайан програли. Чотири дні по тому він боровся в першому за три роки поєдинку на SmackDown, перемігши члена групи «Щит» Діна Ембросза больовим прийомом. Після цього Трунар був атакований Емброусом і рештою команди «Щит», які йому зробили пауербомбу на коментаторський стіл.
24 лютого 2014 року на шоу RAW Трунар повернувся, аби протистояти Броку Леснару і прийняти його виклик на матч на ювілейній РеслМанії 30. Після довгого матчу і трьох F5 Леснар переміг Андертейкера утриманням, що було описано як «найбільш шокуюча подія в історії WWE». Таким чином Андертейкер завершив свій стрік. Після матчу Трунар був госпіталізований з тяжкою травмою голови.

## У реслінгу
- Фінішер
  - Tombstone Piledriver

- Улюблені прийоми
  - Ballistic punching combination

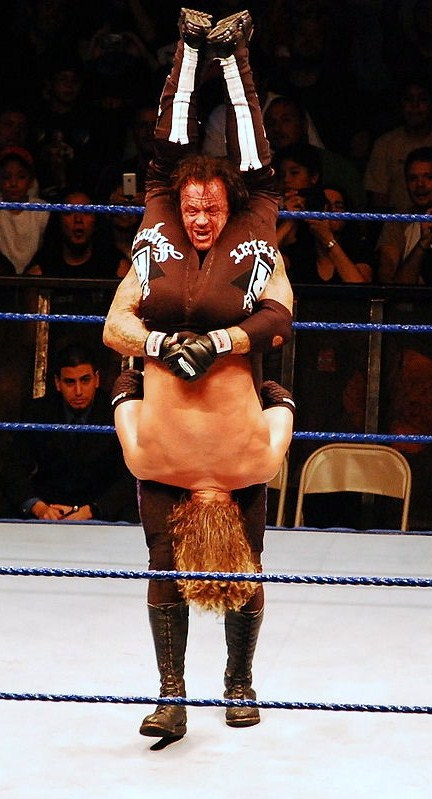
Трунар проводить Tombstone Piledriver на Еджі.

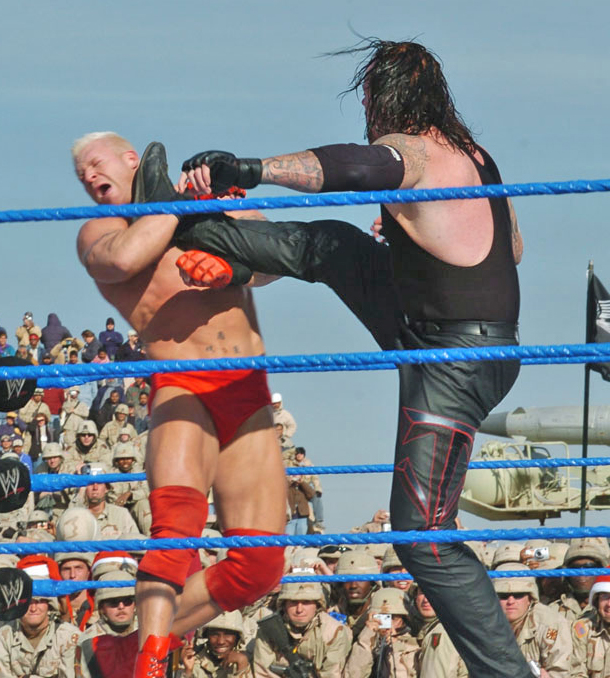
Трунар в Тікриті.

  - Bear hug hold transitioned into a vertical running thrust spinebuster to the ring post
  - Belly-to-back suplex
  - Big boot
  - Chokehold
  - Cravate hangman
  - Elbow drop
  - Fallaway slam
  - Fujiwara armbar
  - Knee lift to the opponent's midsection
  - Multiple clothesline variations
  - Corner
  - Leaping flying
  - Rebound
  - Short-arm
  - Old School
  - Over the top rope suicide dive
  - Reverse STO
  - Running DDT
  - Running leg drop, sometimes to an apron-hung opponent
  - Sidewalk slam
  - Snake Eyes
  - Takin' Care of Business / TCB
  - Vertical suplex

- Прізвиська
  - «The Phenom»
  - «The Deadman»
  - «The American Bad Ass»
  - «The Red Devil»
  - «Big Evil»
  - «The Lord of Darkness»
  - «The Demon of Death Valley»
  - «The Conscience of the WWE»
  - «The Last Outlaw»

- Музичні теми
  - «Miracle Man» від Ozzy Osbourne (NJPW)
  - «China White» від Scorpions (NWA / WCW)
  - «The Grim Reaper» від Джима Джонсона
  - «Graveyard Symphony» від Джима Джонсона (1995—1998)
  - «Dark Side» від Джима Джонсона (1998—1999)
  - «Ministry» від Джима Джонсона (1999)
  - «American Bad Ass» від Kid Rock (2000)
  - «Rollin' (Air Raid Vehicle)» від Limp Bizkit (2000—2002, 2003)
  - «Dead Man» від Джима Джонсона (2002)
  - «You're Gonna Pay» від Джима Джонсона (2002—2003)
  - «Graveyard Symphony» від Джима Джонсона (2004—2010, 2012—і нині)

## Титули і нагороди
- Pro Wrestling Illustrated
  - «Протистояння року» (1991) проти Останнього Воїна
  - «Матч року» (1998) проти Менкайнда в «Пекельній клітці» на King of the Ring
  - «Матч року» (2009) проти Шона Майклза на WrestleMania XXV
  - «Матч року» (2010) проти Шона Майклза на WrestleMania XXVI
  - «Матч року» (2012) проти Тріпл Ейча на WrestleMania XXVIII
  - PWI ставить його #2 з топ 500 найкращих реслерів у 2002 році
  - PWI ставить його #21 з топ 500 найкращих реслерів у 2003 році
- United States Wrestling Association
  - USWA Unified World Heavyweight Championship (1 раз)
- World Class Wrestling Association
  - WCWA Texas Heavyweight Championship (1 раз)
- World Wrestling Federation/World Wrestling Entertainment/WWE
  - Командний чемпіон світу WCW (1 раз) — з Канел
  - Чемпіон світу WWE у важкій вазі (3 рази)
  - Чемпіон WWE (4 рази)
  - Хардкорний чемпіон WWF (1 раз)
  - Командний чемпіон світу WWF (6 разів) — зі Стівом Остіном (1), Біг Шоу (2), Скелею (1) і Кейном (2)
  - Переможець «Королівської битви» (2007)
  - «Slammy Award» — «Greatest Hit» (1996) Sucking Diesel into the abyss
  - «Slammy Award» — «Найкраще татуювання» (1997)
  - «Slammy Award» — «Найкраща музична тема» (1997)
  - «Slammy Award» — «Star of the Highest Magnitude» (1997)
  - «Slammy Award» — «Матч року» (2009) проти Шона Майклза на WrestleMania XXV
  - «Slammy Award» — «Момент року» (2010) проти Шона Майклза на WrestleMania XXVI
  - «Slammy Award» — «OMG момент року» (2011) вирвався після «могильної плити» від Тріпл Ейча на WrestleMania XXVII
  - «Slammy Award» — «Матч року» (2012) проти Тріпл Ейча в «Пекельній клітці» на WrestleMania XXVIII
- Wrestling Observer Newsletter
  - «5-ти зірковий матч» (1997) проти Шона Майклза в «Пекельній клітці» на Badd Blood
  - «Найкращий персонаж» (1990—1994)
  - «Найкращий поганець» (1991)
  - «Протистояння року» (2007) проти Батисти
  - «Матч року» (2009) проти Шона Майклза на WrestleMania XXV
  - «Матч року» (2010) проти Шона Майклза на WrestleMania XXVI
  - «Найбільш переоцінений» (2001)
  - «Найбільш ненависний для читачів» (2001)
  - «Найгірше протистояння року» (1993) проти Гіганта Гонзалеза
  - «Найгірше відпрацьований матч року» (2001) з Кейном проти «КроніК» на Unforgiven
  - Зал слави Wrestling Observer Newsletter (2004)